# Fritz Bluhme
Fritz Bluhme (* 18. Februar 1869 in Bonn; † 27. April 1932 in Frankfurt am Main) war ein deutscher Jurist. Er war Generalstaatsanwalt und Präsident des Strafvollzugsamtes in Frankfurt am Main.

## Leben
Bluhme wurde als Sohn des Oberbergrates und Mitglied des Reichstages Georg Richard Bluhme am 18. Februar 1869 in Bonn geboren. Er war verheiratet mit der Tochter des Strafrechtsprofessors und Rechtspolitikers Hermann Seuffert (1836–1902).
Er begann sein  Studium der Rechtswissenschaften 1887 an der Université de Lausanne und setzte dieses an der Rheinischen Friedrich-Wilhelms-Universität Bonn und der Friedrich-Wilhelms-Universität Berlin fort. Während seines Studiums in Lausanne gehörte er im Sommersemester 1887 zu den Gründungsmitgliedern der Société d’Étudiants Germania. Bei der Fortsetzung seines Studiums in Bonn wurde er später auch Mitglied des Corps Saxonia. 1890 absolvierte er die juristische Referendarprüfung, schloss anschließend sein Referendariat mit dem juristischen Assessorexamen ab und wurde nach der Fertigstellung seiner Dissertation zum Dr. iur. promoviert.
Im Jahr 1900 begann er seine berufliche Laufbahn als Staatsanwalt in Frankfurt am Main und heiratete im gleichen Jahr seine Ehefrau Friderun geb. Seuffert. 1910 wurde er zum Staatsanwaltsrat und 1914 zum Oberstaatsanwalt befördert. Außerdem war er Mitglied der Internationalen Kriminalistischen Vereinigung, welche sich mit Fragen der Kriminalpolitik und Strafrechtsreformen beschäftigte. Nach Ableistung des Militärdienstes wurde er 1915 als Oberleutnant der Reserve des Westfälischen Dragoner-Regiments Nr. 7, einem Kavallerieregiment der preußischen Armee verabschiedet. Er war Träger des Eisernen Kreuzes 2. Klasse und des Preußischen Roten Adlerordens 3. Klasse. Ab 1915 war er Mitglied der kaiserlichen Zivilverwaltung in Belgien.
1920 wurde er zum Generalstaatsanwalt am Oberlandesgericht Frankfurt am Main ernannt und war damit Dienstvorgesetzter aller Staatsanwälte im Bezirk der Generalstaatsanwaltschaft bzw. Oberlandesgerichtsbezirks Frankfurt am Main. Daneben war er in gleicher Stadt Präsident des Strafvollzugsamtes.